# كم تستطيع أن تبتعد (رواية)
كم تستطيع أن تبعد؟ (بالإنجليزية: ?How Far Can You Go)‏ هي رواية للكاتب البريطاني ديفيد لودج، نشرت عام 1980، عن دار نشر سيكر آند واربرغ.